# 대한세팍타크로협회
대한세팍타크로협회는 세팍타크로를 국민에게 널리 보급하여 국민의 체력향상과 건전하고 명랑한 기풍을 진작하고 우수한 선수를 양성하여 국민체육 발전에 이바지할 목적으로 1988년 창립 총회로 설립된 대한민국 문화체육관광부 소관의 사단법인이다. 사무실은 서울특별시 송파구 올림픽로 424 올림픽공원 SK핸드볼 경기장에 있다.

## 세팍타크로
- 세팍타크로

## 국제대회 주요 성적
- 1988년 세계선수권대회 (남) 서클 2위 (최초 국제대회 입상)
- 2002년 부산아시안게임 (남) 서클 1위 (최초 아시안게임 금메달)
- 2012년 세계선수권대회 (남) 레구 1위
- 2014년 인천아시안게임 (남) 레구 2위 / (여) 레구2위
- 2017년 세계선수권대회 (여) 레구 1위
- 2018년 자카르타-팔렘방아시안게임 (남) 레구 2위 / (여) 팀 레구 2위
- 2018년 세계선수권대회 (남) 레구 1위 쿼드 2위/ (여) 레구 1위 더블 2위
- 2019년 세계선수권대회 (남) 레구 3위 더블 2위/ (여) 레구 3위 더블 3위
- 2022년 세계선수권대회 (남) 쿼드 1위 레구 2위/ (여) 레구 1위 쿼드 3위
- 2023년 세계선수권대회 (남) 쿼드 1위 / (여)레구 2위

## 주요 사업
- 세팍타크로 기본방침 심의 및 결정
- 세팍타크로 경기에 관한 자문 및 건의
- 세팍타크로 국제경기대회에 개최 및 참가
- 세팍타크로 경기대회 개최 및 주관

## 역대회장
- 1대 이종하
- 2대 고대은
- 3대 정호경
- 4대 이완섭
- 5대 정강환 / 김성기 ( 직무대행 )
- 6대 이영웅
- 7대 정지명
- 8대 임종홍 / 임경준 ( 직무대행 )
- 9대 고석구 / 김경태 ( 직무대행 )
- 10대 이쾌규 / 박문건 ( 직무대행 )
- 11대 오주영